# Tramwaje w La Paz
Tramwaje w La Paz − zlikwidowany system komunikacji tramwajowej w La Paz w Boliwii działający w latach 1905–1974.

## Historia

### Linia La Paz – El Alto
W 1904 spółka Ferrocarril Guaqui La Paz zamówiła 3 lokomotywy elektryczne i cztery wagony tramwajowe z General Electric i JG Brill w Stanach Zjednoczonych do obsługi 9 km podmiejskiej linii tramwajowej z La Paz do El Alto. Szerokość torów na trasie wynosiła 1000 mm. Otwarcie tej linii nastąpiło 1 grudnia 1905. Wagony tramwajowe przewoziły pasażerów, a lokomotywy prowadziły także pociągi towarowe. W 1906 zakupiono kolejne dwie lokomotywy w JG Brill. Wagony tramwajowe początkowo były ponumerowane od 100 do 103. Około 1920 wagon o nr 103 sprzedano spółce obsługującej miejskie tramwaje. Później pozostałe wagony ponumerowano od 10 do 12. Spółka Ferrocarril Guaqui La Paz została przejęta przez Empresa Nacional de Ferrocarriles, która zlikwidowała połączenia pasażerskie na tej linii w 1974.

### Miejskie tramwaje
W 1908 spółka Tranvías de La Paz zamówiła 8 czteroosiowych z firmy JG Brill. Otwarcie pierwszej linii tramwaju wąskotorowego (1000 mm) nastąpiło 16 lipca 1909. W 1913 wybudowano linię z San Jorge do Obrajes. W 1914 zakupiono 8 tramwajów z Wason Manufacturing Co w Massachusetts. Około 1920 po pozyskaniu wagonu nr 103 od spółki Ferrocarril Guaqui La Paz przenumerowano go na nr 18. W 1921 wybudowano linię do Miraflores. Pod koniec lat 20. XX w. przeniesiono torowiska w trzech miejscach:
- z Calle Comercio na Calle Ingavi
- część trasy z Av. Arce została przeniesiona na Av. 6 de Agosto
- przeniesiona końcówka w Sopocachi

W 1936 w mieście było 15 km tras po których kursowało 20 tramwajów. W 1950 zamknięto sieć tramwajów miejskich. 